# Њутон (Мисисипи)
Њутон (енгл. Newton) град је у америчкој савезној држави Мисисипи.

## Демографија
По попису из 2010. године број становника је 3.373, што је 326 (-8,8%) становника мање него 2000. године.
| Група             | 2000.         | 2010.         |
| Белци             | 1.613 (43,6%) | 1.213 (36,0%) |
| Афроамериканци    | 2.023 (54,7%) | 2.106 (62,4%) |
| Азијати           | 23 (0,6%)     | 10 (0,3%)     |
| Хиспаноамериканци | 32 (0,9%)     | 32 (0,9%)     |
| Укупно            | 3.699         | 3.373         |